# Estación de Santa Clara-Sabóia
La Estación Ferroviária de Santa Clara-Sabóia, igualmente conocida como Estación de Santa Clara, y originalmente denominada Estación de Sabóia, es una plataforma ferroviaria de la Línea del Sur, que sirve a las freguesias de Sabóia y Santa Clara-a-Velha, ambas en el ayuntamiento de Odemira, en Portugal. Actualmente, en 2012, los convoyes Intercidades de la CP camino del Algarve efectúan parada en esta estación.

## Características
En el mes de enero de 2011, contaba con dos vías de circulación, con 458 y 477 metros de longitud; la primera plataforma tenía 35 y 25 centímetros de altura y 132 metros de longitud, mientras que la segunda presentaba una altura de setenta centímetros, y un longitud de setenta metros.

## Historia

### Planificación, construcción e inauguración
Esta estación se encuentra en el tramo entre Amoreiras-Odemira y Faro de la Línea del Sur, que fue inaugurado el 1 de julio de 1889.

### sigloXXI
En diciembre de 2011, la operadora Comboios de Portugal alteró los horarios en los servicios Intercidades, que pasaron a parar en esta plataforma; esta decisión vino a consecuencia de la suspensión de los convoyes regionales en la Línea del Sur.